# Jonathan Kwesi Aikins

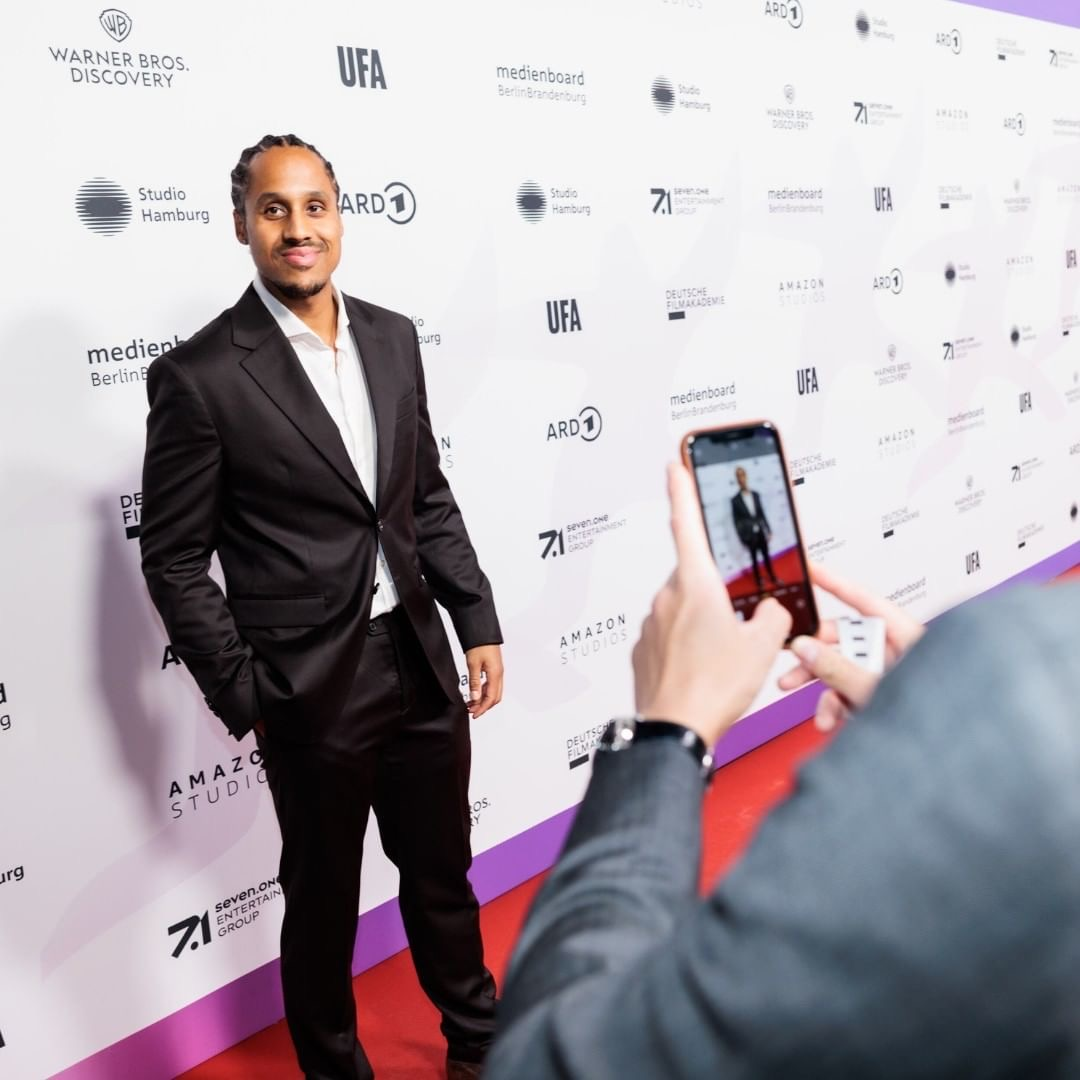

Jonathan Kwesi Aikins (* 22. Januar 1989 in Berlin, Deutschland) ist ein deutscher Schauspieler und Synchronsprecher.

## Leben
Aikins hat mit 17 Jahren beim Theaterpädagogen Sebastian Fleary mit dem Schauspielunterricht begonnen. Mit dem Stück „real life: Deutschland“ ging er einige Jahre später, mit Unterstützung der Initiative Schwarze Menschen in Deutschland, auf Deutschlandtournee. Aikins wechselte 6× die Schule und kurz vor Abschluss der 12. Klasse brach er die Schule dann endgültig ab. Bald darauf ging er ans Staatstheater Mainz. Das erste Mal vor der Kamera stand er für den Film „Mikel“ des Regisseurs Cavo Kernich, in dem er die Hauptrolle übernahm. Der Film lief u. a. auf der Berlinale, Perspektive Deutsches Kino. Aikins wurde in dieser Rolle bei den First Steps Awards für den Götz-George-Schauspiel-Nachwuchs-Preis nominiert. Seit 2019 steht er u. a. als Ermittler Thomas Okonjo für den Tatort vor der Kamera.
Aikins war in der Jury des Berliner Präventionspreises 2022.

## Filmografie (Auswahl)
- 2017: Mikel
- 2019: Tatort: Die goldene Zeit
- 2020: ÜberWeihnachten
- 2020: Tatort: Macht der Familie
- 2021: Tatort: Schattenleben
- 2021: Kreuzfahrt ins Glück
- 2022: Soko Potsdam – In Therapie
- 2022: Notruf Hafenkante – Ausnahmezustand
- 2023: Die Heiland – Wir sind Anwalt – Schafe in der Stadt
- 2024: Bob Marley: One Love
- 2024: WaPo Bodensee – Tödliche Lügen